# William Margolis
Pour les articles homonymes, voir Margolis.
William Margolis est un écrivain américain né le 31 octobre 1944 à New York et mort le 14 mars 2004 en France à Bordeaux.
Il a grandi le long des plages de New York, puis après un début de carrière dans l'éducation publique, il a quitté sa ville natale pour voyager et séjourner dans de nombreux pays, surtout ceux du Moyen et du Proche-Orient. Il s'est installé en France à la fin des années 1970 et a vécu à Bordeaux où il a travaillé comme professeur d'anglais dans le cadre de la formation professionnelle et comme consultant linguistique.
Auteur proche de poètes de la Beat Generation (notamment Allen Ginsberg), il a publié des recueils de poèmes en anglais aux États-Unis, puis en France deux livres écrits en français, un roman, et un recueil de nouvelles.

## Œuvres
- Au large des îles Fauts, roman, Ed. Confluences, 2000
- Le Brooklyn de Nat et autres récits, nouvelles, Ed. Confluences, 2004